# لغي زار ماغر (بهمئي غرمسيري الجنوبي)
لغي زار ماغر (بالفارسية: لغی‌زار ماغر) هي قرية تقع في إيران في قسم بهمئي غرمسیري الجنوبي الريفي.